# Ніколь Лін
Ніколь Стефані Даніель Лін (англ. Nicole Stephanie Danielle Lyn; нар. 24 лютого 1978) — канадська телеакторка. Найбільш відома завдяки ролі Емілі Робертс у канадському підлітковому комедійному ситкомі «Студентські тіла» в 1997-2000 роках.

## Раннє життя
Народилася в Брамптоні, Онтаріо, у сім'ї ямайки Шеріл Габай і китайця ямайського походження Пітера Ліна. Виросла в районі Торонто. У дитинстві Ніколь танцювала в юніорській групі Національної балетної школи, а також була учасницею хору Канадської дитячої опери. З'явилась у шоубізнесі, коли їй запропонували місце на білборді Jordache. Це сталося після того, як вона супроводжувала свою тітку, модель, на прослуховування.

## Кар'єра
Пройшла прослуховування та була прийнята до Школи мистецтв Клода Волсона у 10-річному віці. Акторський дебют Лін відбувся 1988 року в канадському телесеріалі "Рамона".  Також вона отримала одну з ролей у канадському дитячому фільмі «Світ Еріка» (1991). Пізніше вона відвідувала Академію мистецтв кардинала Картера в Торонто.
Згодом вона переїхала на Ямайку (де проживає її батько) й відвідувала середню школу Бельейр у Мандвілі.
Одне з її перших прослуховувань після повернення до Канади було для підліткового серіалу каналу YTV «Студентські тіла» (1997), у цьому серіалі вона отримала головну роль разом із такими акторами, як Джеймі Елманом, Кеті Еммі Мак-Інінч, Россом Галлом, Дженніфер Фінніган та Марком Тейлором.
Вона виступала на телебаченні як гість в серіалі «Діти в залі», «Чи боїшся ти темряви?», «Мисливці за старовиною», «Енді Ріхтер, володар всесвіту», «My Secret Identity», «The West Wing», «Half & Half» і «Ясновидець». Вона була постійною учасницею у канадських телешоу «Світ Еріка» та «Студентські тіла».
Лін з'явилася в телевізійному фільмі «Свято всіх святих», який заснований на однойменному романі Енн Райс.
Лін брала участь в таких телефільмах, як «На тонкому льоду: історія Тай Бабілонії» та «Вмираючи від танцю», а також знялася у художньому фільмі «Визволи нас від Єви».
Лін виступає діджеєм під іменем «пані Нікс», а також є диктором на MTV2 на Hip Hop Squares.

## Особисте життя
10 липня 2004 року Лін вийшла заміж за Дьюлі Гілла, актора серіалів «Західне крило» та «Ясновидець». 28 листопада 2012 року, після восьми років шлюбу, Гілл подав на розлучення з Лін, обумовлюючи це тим, що вони дуже різні.
У 2014 році вона розпочала відносини з Чедом Істерлінгом. 13 червня 2018 року у неї народився син, Кросбі Спаро Істерлінг.